# أليكس ميلتون
أليكس ميلتون (19 مايو 1996 في المملكة المتحدة - ) (بالإنجليزية: Alex Milton)‏ هو لاعب كريكت بريطاني. شارك مع منتخب إنجلترا للكريكت. أما مع النوادي، فقد لعب مع نادي مقاطعة ورسسترشاير للكريكيت ‏ وCardiff MCC University ‏.

## وصلات خارجية
- أليكس ميلتون على موقع إي آس بي آن كريك إنفو (الإنجليزية)